# 沃羅比伊夫卡 (杜納伊夫齊區)
48°50′27″N 26°49′43″E / 48.84083°N 26.82861°E
沃羅比伊夫卡（烏克蘭語：Воробіївка）是位於烏克蘭西部赫梅利尼茨基州裏卡緬涅茨-波多利斯基區的杜納伊夫齊市鎮的村莊，面積2.03平方公里，海拔高度268米，2025年人口633，人口密度每平方公里412.9人。